# Finanças

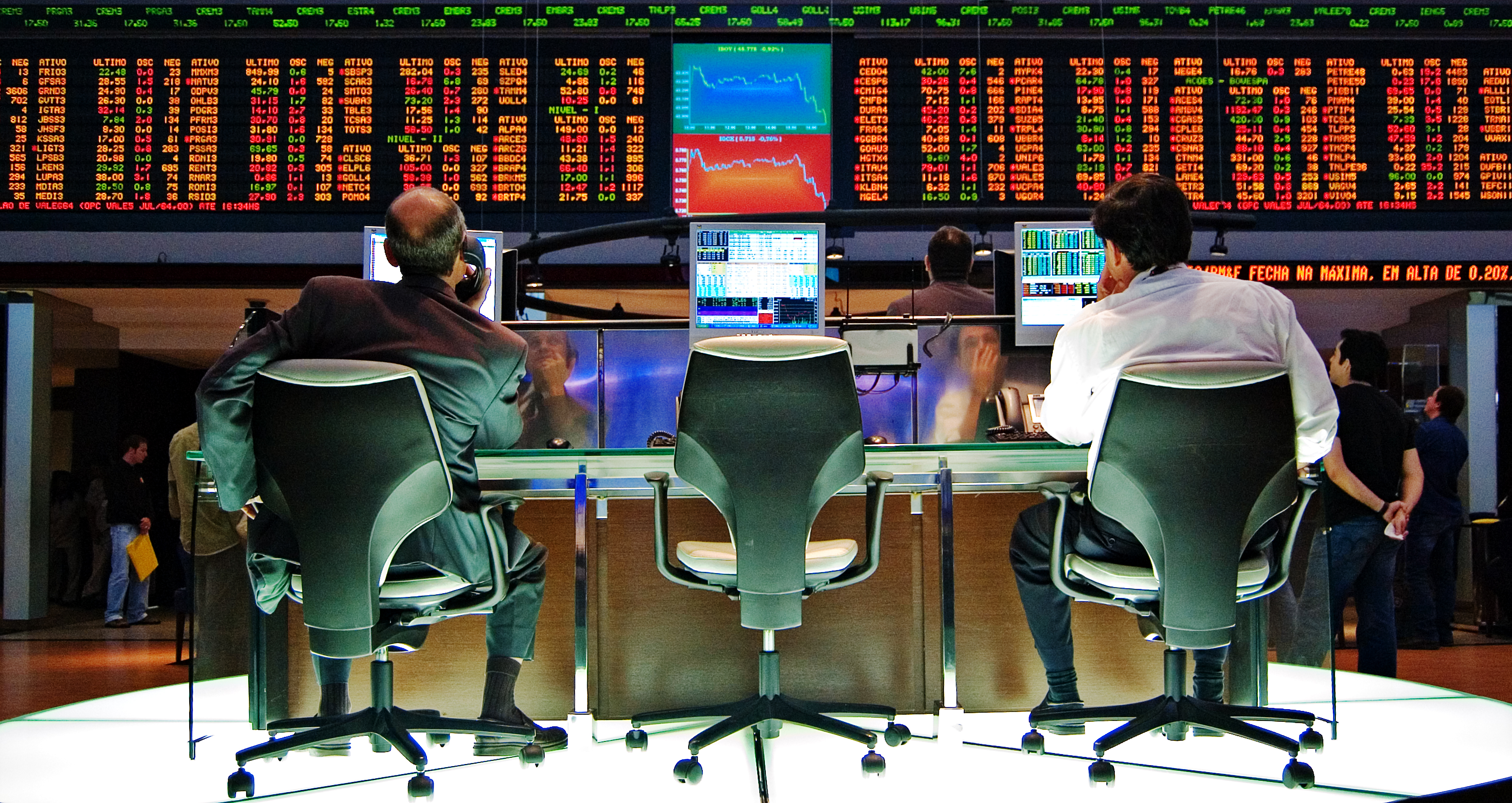
Bolsa de Valores de São Paulo: uma modalidade de aplicação financeira

Finanças é a gestão do dinheiro, principalmente em relação a empresas, organizações ou governos. Elas lidam com as questões de como um indivíduo, empresa ou governo adquire o dinheiro necessário - chamado capital no contexto da empresa - e como eles gastam ou investem esse dinheiro. De acordo com o sujeito associado, as finanças dividem-se nas seguintes categorias principais: finanças corporativas, finanças pessoais e finanças públicas. 
Ao mesmo tempo, o financiamento é sobre o "sistema" geral  - isto é, os mercados financeiros que permitem o fluxo de dinheiro, via investimentos e outros instrumentos financeiros, entre e dentro dessas áreas; esse "fluxo" é facilitado pelo setor de serviços financeiros.
Um foco principal nas finanças é, portanto, o gerenciamento de investimentos - chamado gerenciamento de dinheiro para indivíduos e gerenciamento de ativos para instituições - e o financiamento inclui as atividades associadas à negociação de valores mobiliários e corretagem de ações, banco de investimentos, engenharia financeira e gerenciamento de riscos.
Mais abstratamente, o setor financeiro se preocupa com o investimento e a implantação de ativos e passivos no "espaço e tempo": ou seja, trata-se de realizar avaliação e alocação de ativos hoje, com base no risco e incerteza de resultados futuros, incorporando o valor temporal do dinheiro (determinando o valor presente desses valores futuros, "desconto", requer uma taxa de desconto apropriada ao risco). As principais teorias financeiras podem ser amplamente divididas entre as seguintes categorias: economia financeira, finanças matemáticas e teoria da avaliação .
Como campo acadêmico, a teoria das finanças é estudada e desenvolvida nas disciplinas de administração, economia financeira, contabilidade e matemática aplicada. Da mesma forma, dada sua ampla aplicação, existem várias qualificações profissionais relacionadas que podem levar ao campo.

## Contributos das finanças modernas

### Teoria do portfólio
O artigo de Harry Markowitz de 1952, Portfolio Selection fundou a teoria da seleção de carteira, tendo sido um dos precursores da teoria moderna de finanças. Pela primeira vez os conceitos de risco e retorno são apresentados de forma precisa. A descrição do retorno e risco através de indicadores de média e variância, atualmente tão usada por profissionais de finanças, não era tão óbvia naqueles dias. Esta façanha de Markowitz tornou possível a utilização da poderosa álgebra de matemática estatística nos estudos de seleção de carteiras.

### O modelo CAPM
Em 1964, William Sharpe desenvolve um modelo imaginando um mundo onde todos os investidores utilizam a teoria da seleção de carteiras de Markowitz através tomando decisões usando a avaliação das médias e variâncias dos ativos. Sharpe supõe que os investidores compartilham dos mesmos retornos esperados, variâncias e covariâncias. Mas ele não assume que os investidores tenham todos o mesmo grau de aversão ao risco. Eles podem reduzir o grau de exposição ao risco tomando parcelas maiores de ativos de menor risco, ou construindo carteiras combinando muitos ativos de risco.
O modelo de precificação de ativos financeiros (CAPM, capital asset princing model em inglês) descreve a relação entre o risco de mercado e as taxas de retorno exigidas.
Tem, como pressupostos, que:
- existe a possibilidade de se efetuar investimento em ativos sem risco;
- os investidores são maximizadores da utilidade esperada e escolhem os seus investimentos entre carteiras alternativas com base no seu retorno esperado e respetivo desvio-padrão;
- os investidores podem endividar-se a uma taxa de juro igual à que podem emprestar num montante ilimitado a uma dada taxa de juro isenta de risco (no entanto as taxas de endividamento, em princípio, são maiores que as taxas de empréstimo);
- todos os investidores têm expectativas homogéneas, quer quanto ao retorno esperado, à variância e covariância do retorno dos ativos;
- todos os ativos são perfeitamente divisíveis e líquidos, não existindo custos de transação;
- não há impostos;
- o cálculo de betas "futuros" parte do pressuposto de que os dados históricos irão se repetir (o que sabemos que há incerteza neste princípio);

A linha de mercado de capitais, LMC (capital market line em inglês) descreve a relação risco-retorno para carteiras eficientes; isto é, para carteiras que consistem numa carteira de mercado mais um activo isento de risco.
A linha de mercado de títulos (security market line) descreve a relação risco-retorno para títulos considerados isoladamente. A taxa de retorno exigida para um dado título {\displaystyle r_{i}} é igual á taxa de retorno isenta de risco {\displaystyle r_{f}} adicionada de um prémio de risco de mercado {\displaystyle (r_{m}-r_{i})}, multiplicado pelo coeficiente beta do título {\displaystyle \beta _{i}}:
{\displaystyle r_{i}=r_{f}+\beta _{i}(r_{m}-r_{f})}
O prémio de risco esperado é o prémio de risco de mercado multiplicado pelo beta:
{\displaystyle r_{i}-r_{f}=\beta _{i}(r_{m}-r_{f})}
A linha de mercado de títulos pode não ser estável no tempo, pois quer a inflação quer a aversão ao risco podem alterar-se. Se a inflação aumentar, irá com certeza aumentar a taxa de retorno isenta de risco, pois a inflação acrescenta um prémio à taxa de retorno isenta de risco e de inflação e faz deslocar a SML para cima. Se a aversão ao risco aumentar a inclinação da reta representativa da SML vai inclinar-se mais.
O coeficiente beta do título {\displaystyle i} é a medida do seu risco de mercado. O Beta mede a volatilidade dos retornos de um título relativamente ao retorno do mercado, isto é, de uma carteira constituída por todos os títulos do mercado (devidamente diversificada). O coeficiente Beta é medido pela inclinação da linha característica do título, que é determinada pela reta da regressão entre os retornos históricos do título face aos retornos históricos do mercado (da carteira diversificada). Um título com um Beta elevado (>1) é mais volátil de que um título de risco médio, enquanto que um título com Beta <1 é menos volátil do que a média. Um título de risco igual ao do mercado tem um Beta = 1, por definição. O Beta de uma carteira é a média ponderada dos Betas dos títulos que constituem essa carteira. Embora a taxa de retorno esperada de um título seja, em geral, igual à taxa de retorno exigida, várias coisas podem acontecer para provocar a alteração das taxas de retorno exigidas, como, por exemplo:
- a taxa de retorno isenta de risco pode alterar-se em consequência de alteração da inflação antecipada;
- o coeficiente Beta do título pode alterar-se;
- a aversão ao risco dos investidores também pode alterar-se.

Embora o CAPM seja uma ferramenta conveniente no estudo da relação entre risco e retorno, não pode ser provado empiricamente e os seus parâmetros são difíceis de estimar, pelo que deve ser utilizado com cautela. O modelo CAPM tem algumas limitações:
- Principal problema empírico: Identificação da carteira de mercado relevante.
- Eventual instabilidade dos Betas (pressuposto de que os retornos ex-post serão idênticos às expectativas ex-ante dos investidores.
- Principal problema teórico: será que os investidores diferenciam o risco sistemático do risco não sistemático (risco específico), ou será que os investidores se preocupam é com o risco total.

O CAPM pode ser utilizado:
1. Para a determinação do custo do capital de uma empresa, na parte que diz respeito ao capital próprio), o que é relevante, para avaliação de empresas e determinação da estrutura óptima de capitais.
2. Para a determinação do custo do capital próprio de uma divisão de actividades de uma empresa com múltiplos negócios, sendo que cada negócio tem o seu próprio nível de risco e Beta).
3. Para a determinação, na análise da viabilidade de projectos, da remuneração a exigir para o capital próprio a utilizar no seu financiamento. O Beta da sociedade como um todo só será válido para um projecto isolado se este tiver um nível de risco equivalente ao da empresa.

As deficiências do CAPM motivaram o aparecimento de outras teorias para análise de modelos de equilíbrio entre risco e retorno.

### Hipótese da eficiência de mercado
Eugene Fama propõe uma teoria, intimamente ligada ao modelo CAPM, se refere à hipótese do mercado eficiente. Afirma que não há uma simples regra, baseada nos dados e informações publicamente disponíveis, que possa gerar ganhos extraordinários aos investidores; e que os preços das ações se comportam aleatoriamente. A chave desse desenvolvimento foi o modelo de passeio aleatório dos preços de ações que, segundo Fama, "diz que o caminho futuro do nível de preço de um título não é mais previsível do que o caminho de uma série acumulada de números aleatórios (...) isto insinua que a série de mudanças de preço não tem memória, (...) o passado não pode ser usado para predizer o futuro de modo significativo".

### Proposição de Modigliani e Miller
Outro dos pilares sobre os quais as teorias modernas de finanças se baseiam são as proposições de Modigliani e Miller (M&M) sobre a estrutura de capital, com a publicação do seu primeiro artigo sobre custo do capital, finanças corporativas e teoria de investimentos. Para alguns autores esta proposta de M&M de 1958 terá provocado uma mudança de paradigma no campo acadêmico de Finanças, porque o processo de "simplificação, matematização e o esquema da arbitragem nas suas provas, teve um profundo impacto no modo como os economistas financeiros têm procedido desde então". Tanto as proposições de M&M como o CAPM e a hipótese de eficiência de mercado tratam do equilíbrio no mercado de capitais e de quais forças atuam quando este equilíbrio é perturbado.

### Precificação derivativos e opções
O trabalho sobre precificação de derivativos e opções foi pioneirista de Merton e Scholes, seguidos de perto por Fischer Black.
Um derivativo é um contrato cujo valor deriva do valor de uma taxa de referência, do valor de um título, de uma mercadoria (commodity) ou de um índice.
A opção, por sua vez, é um instrumento que dá a seu comprador um direito futuro sobre algo, mas não uma obrigação, e ao seu vendedor uma obrigação futura, caso a opção seja exercida pelo comprador.
A fórmula de Black-Scholes-Merton diz que o preço de uma opção é função do valor corrente de mercado do título, do preço futuro, do período até o vencimento e da taxa livre de risco, além da variância dos retornos deste título.
Black, Scholes e Merton mostraram que se os retornos do ativo subjacente seguissem um passeio aleatório de tempo contínuo, então o padrão de retornos de uma opção poderia ser reproduzido exatamente por um portfólio continuamente ajustado do ativo e o título do governo ou em dinheiro.
Em um mercado eficiente, então, o preço de uma opção teria que ser o custo da replicação do portfólio.
Se seus preços divergissem, existiria uma oportunidade de arbitragem, em outras palavras, haveria um lucro sem risco que pode ser feito comprando o mais barato e vendendo o mais valorizado dos dois.
Como os arbitradores fazem isto, suas compras aumentariam o preço mais baixo e suas vendas abaixariam o preço mais alto, eliminando qualquer diferença entre o preço de uma opção e o custo de replicação do portfólio.

## Áreas de finanças

### Finanças pessoais
Finanças pessoais são definidas como o planejamento consciente de gastos e economias monetárias, considerando também a possibilidade de risco futuro.
As finanças pessoais podem envolver o pagamento de educação, financiamento de bens duráveis, como imóveis e carros, compra de seguros, por exemplo, seguros de saúde e propriedade, investimento e economia para a aposentadoria . 
As finanças pessoais também podem envolver o pagamento de um empréstimo ou obrigações de dívida.
As principais áreas de finanças pessoais são consideradas renda, gastos, poupança, investimento e proteção. 
As etapas a seguir, conforme descritas pelo Conselho de Padrões de Planejamento Financeiro, sugerem que um indivíduo entenda um plano de finanças pessoais potencialmente seguro após:
- Compra de seguro para garantir proteção contra imprevistos pessoais
- Compreensão dos efeitos da gestão de políticas pessoais (subsídios ou multas de impostos) de finanças pessoais
- Compreensão dos efeitos do crédito na capacidade financeira individual
- Desenvolvimento de um plano de poupança ou financiamento para grandes compras (automóveis, educação, casa)
- Planejando um futuro financeiro seguro em um ambiente de instabilidade econômica
- Em busca de uma conta corrente e / ou poupança
- Preparação para aposentadoria / despesas de longo prazo

### Finanças corporativas
O financiamento corporativo lida com as fontes de financiamento e a estrutura de capital das empresas, as ações que os gerentes executam para aumentar o valor da empresa para os acionistas e as ferramentas e análises usadas para alocar recursos financeiros. (O capital é de dois tipos no principal, patrimônio e dívida). Embora seja, em princípio, diferente do financiamento gerencial que estuda a gestão financeira de todas as empresas, e não apenas das empresas, os principais conceitos do estudo de finanças corporativas são aplicáveis aos problemas financeiros de todos os tipos de empresas. A gestão financeira de curto prazo é frequentemente denominada " gestão do capital de giro " e refere-se a caixa, gestão de inventário e devedores. No longo prazo, o financiamento corporativo geralmente envolve equilibrar risco e rentabilidade, enquanto tenta maximizar os ativos de uma entidade, o fluxo de caixa líquido recebido e o valor de suas ações, e geralmente envolve três áreas principais de alocação de recursos de capital.
- No primeiro, "orçamento de capital", a administração deve escolher quais "projetos" (se houver) a serem empreendidos. A disciplina do orçamento de capital pode empregar técnicas padrão de avaliação de negócios ou até se estender à avaliação de opções reais; consulte Modelagem financeira .
- O segundo, "fontes de capital" refere-se à forma como esses investimentos devem ser financiados: o capital de investimento pode ser fornecido por diferentes fontes, como pelos acionistas, na forma de patrimônio (em particular ou por meio de uma oferta pública inicial), credores, freqüentemente na forma de títulos e operações da empresa (fluxo de caixa). O financiamento de curto prazo ou o capital de giro é fornecido principalmente pelos bancos que concedem uma linha de crédito. O equilíbrio entre esses elementos forma a estrutura de capital da empresa.
- O terceiro, "a política de dividendos ", exige que a administração determine se algum lucro não apropriado (excesso de caixa) deve ser retido para investimentos futuros / requisitos operacionais ou, em vez disso, distribuído aos acionistas e, em caso afirmativo, de que forma.

O gerenciamento de risco financeiro , um elemento do financiamento corporativo, é a prática de criar e proteger valor econômico em uma empresa, usando instrumentos financeiros para gerenciar a exposição ao risco, particularmente o risco de crédito e o risco de mercado. (Outros tipos de risco incluem câmbio, forma, volatilidade, setor, liquidez, riscos de inflação, etc.) Ele se concentra em quando e como fazer hedge usando instrumentos financeiros; nesse sentido, ela se sobrepõe à engenharia financeira. Semelhante ao gerenciamento geral de riscos, o gerenciamento de riscos financeiros requer identificar suas fontes, medi-las (consulte: Medida de risco # Exemplos) e formular planos para abordá-las, podendo ser qualitativo e quantitativo. No setor bancário em todo o mundo, os Acordos de Basileia são geralmente adotados por bancos internacionalmente ativos para rastrear, relatar e expor riscos operacionais, de crédito e de mercado. 
A gestão financeira se sobrepõe à função financeira da profissão contábil. No entanto, a contabilidade financeira é o relato de informações financeiras históricas, enquanto, conforme discutido, a administração financeira se preocupa com a alocação de recursos de capital para aumentar o valor de uma empresa para os acionistas e aumentar sua taxa de retorno dos investimentos.

### Finanças públicas
As finanças públicas descrevem as finanças como relacionadas a estados soberanos e entidades subnacionais (estados / províncias, condados, municípios, etc.) e entidades públicas relacionadas (por exemplo, distritos escolares) ou agências. Geralmente, abrange uma perspectiva estratégica de longo prazo em relação às decisões de investimento que afetam as entidades públicas. Esses períodos estratégicos de longo prazo geralmente abrangem cinco ou mais anos. As finanças públicas dizem principalmente respeito a:
- Identificação das despesas necessárias de uma entidade do setor público
- Fonte (s) da receita dessa entidade
- O processo orçamentário
- Emissão de dívida (títulos municipais) para projetos de obras públicas

Os bancos centrais, como os bancos do Federal Reserve System nos Estados Unidos e o Banco da Inglaterra no Reino Unido, são fortes players nas finanças públicas, atuando como financiadores de última instância, bem como fortes influências nas condições monetárias e de crédito na economia. 

## Teoria financeira

### Economia financeira
Economia financeira é a área do estudo económico que avalia a relação entre as variáveis financeiras, como o preço, taxas de juro, ações sobre as componentes econômicas, como bens e serviços. A economia financeira foca-se na influência das variáveis econômicas sobre as variáveis financeiras, contrastando com a finança pura. Centrando-se na gestão do risco no contexto dos mercados financeiros e nos consequentes modelos econômicos ou financeiros. Em suma, explora como investidores racionais consideram o risco e o retorno numa estratégia de investimento. Assim sendo, os conceitos de racionalidade e eficiência de mercado conjugados geram a teoria do portfólio (CAPM) e na teoria de Black-Scholes relativa à avaliação das escolhas possíveis.
Economia financeira, pelo menos teoricamente, considera os investimentos segundos os princípios da "incerteza" (Teorema da separação de Fisher, Teoria do Valor do Investimento de Modigliani–Miller) e por isso contribui para a teoria das finanças empresariais. Econometria financeira é o ramo das finanças econômicas que utiliza técnicas e parâmetros econométricos para caracterizar e estabelecer as relações acima sugeridas.
Embora intimamente ligados, o estudo econômico e financeiro são bastante distintos. A "economia" é uma instituição social que organiza a sociedade através de produção, distribuição e consumo de bens ou serviços, todas estes processos precisam de ser financiados.

### Matemática financeira
A matemática financeira é um campo das matemáticas aplicadas que se foca nos mercados financeiros. A disciplina tem uma relação muito próxima com o ramo da economia financeira. Geralmente a matemática financeira pretende estender ou criar os modelos matemáticos ou numéricos sugeridos pela economia financeira. Na prática, a matemática financeira também está presente no ramo das finanças computacionais (também conhecido como engenharia financeira). A matemática financeira foca-se na criação de derivadas, embora também diga respeito a outros subtemas como a matemática associada à previsão do risco e em problemas relacionados com portfólios financeiros.

### Finanças experimentais
As finanças experimentais procuram estabelecer condições de mercado e de ambiente experimentais para que estes possam ser observados de forma crítica, proporcionando uma visão que pode ser analisada cientificamente através de variáveis como o comportamento dos agentes, fluxo de negócio, difusão ou agregação de informação, mecanismos de estabelecimento de preço e processos de retorno. Investigadores na área das finanças experimentais conseguem estudar a medida em que as atuais teorias de economia financeira fazem previsões válidas e consequentemente prová-las. Tentam ainda descobrir novos princípios através dos quais as teorias atuais podem ser melhoradas e aplicadas a futuras decisões financeiras. Esta pesquisa pode ser realizada através de simulações de negócio ou através do estudo do comportamento dos agentes financeiros em situações de mercado concorrencial artificiais.

### Finanças comportamentais
As finanças comportamentais têm como principal objetivo identificar e compreender as ilusões cognitivas que fazem com que pessoas cometam erros sistemáticos de avaliação de valores, probabilidades e riscos. Consideram que os indivíduos nem sempre agem racionalmente, pois estão propensos aos efeitos das ilusões cognitivas. A principal temática de pesquisa deste ramo das finanças consiste na investigação de possíveis interferências de fatores comportamentais e psicológicos nos movimentos dos investidores e, consequentemente, do mercado. Segundo Rogers, Ribeiro e Securato (2007)[carece de fontes?], seria possível que erros no processo de tomada de decisão fossem eliminados se os indivíduos pudessem aprender com os erros e, assim, excluí-los de todas as decisões em condições de risco. As finanças comportamentais identificaram que existem características do comportamento humano que limitam o processo de aprendizagem, tais como a dissonância cognitiva, o excesso de confiança, as discrepâncias entre atitude e comportamento, o conservadorismo, o arrependimento, a falácia do apostador e a ilusão do conhecimento.